# جیلبرتو سیمونی
جیلبرتو سیمونی (زادهٔ ۲۵ اوت ۱۹۷۱ در جیووو، ترنتینو) رکابزن سابق ایتالیایی است که در رشتهٔ دوچرخه‌سواری جاده فعالیت می‌کرد. او توانست دو بار در سال‌های ۲۰۰۱ و ۲۰۰۳ برندهٔ جیرو دیتالیا شود. او در سال ۲۰۰۲ نیز می‌توانست برندهٔ جیرو شود؛ ولی به دلیل مثبت بودن آزمایش او برای کوکائین، توسط تیمش از مسابقه کنار گذاشته‌شد. البته بعدتر فدراسیون دوچرخه‌سواری ایتالیا او را از هرگونه اتهام دوپینگ تبرئه کرد. سیمونی متخصص مسیرهای کوهستانی بود و آخرین حضورش در گرند تورها را در جیرو دیتالیای ۲۰۱۰ تجربه کرد که در رتبهٔ ۶۹ قرار گرفت.

## آغاز فعالیت حرفه‌ای
سیمونی در جیووو در ترنتینو زاده شد و دوچرخه‌سواری آماتور را با این هدف آغاز کرد که روزی قهرمان جیرو دیتالیا شود. در سال ۱۹۹۳ او توانایی خود را نشان داد و برندهٔ مسابقهٔ آماتور جیرو و مسابقهٔ قهرمانی جادهٔ ایتالیا شد. پیش از بازنشستگی در سال ۲۰۱۰ در مصاحبه‌ای اعتراف کرد که جیرو مسابقه‌ای بود که او را به دوچرخه‌سواری جذب کرد و او را به سوی حرفه‌ای شدن برانگیخت.
سیمونی در سال ۱۹۹۴ حرفه‌ای شد و به تیم ژولی کومپونیبیلی-کاژ ۱۹۹۴ پیوست؛ ولی مرگ پدر و برادر بزرگش در آن سال برای سیمونی بسیار دردآور بود. سه سال بعد، نخستین پیروزی خود در مسابقات حرفه‌ای را در یک مرحله از تور ترنتینو به دست آورد.
فصل ۱۹۹۸ نیز فصل بد دیگری برای سیمونی بود. دوچرخه‌سواری را برای مدتی کوتاه کنار گذاشت و به عنوان مکانیک دوچرخه برای فرانچسکو موزر برندهٔ جیرو دیتالیای ۱۹۸۴ مشغول به کار شد. او در سال ۱۹۹۹ بازگشت و در جیرو دیتالیای ۱۹۹۹ سوم شد. پس از آن نگرانی‌هایی مبنی بر این که بدون پیروزی در هیچ مرحله‌ای بر سکوی جیرو قرار گرفته‌است، ابراز شد. او در تور سوئیس برندهٔ یک مرحله شد و بر سکوی پایانی قرار گرفت تا پاسخ انتقادها را داده‌باشد.

## نخستین قهرمانی جیرو
سیمونی فصل ۲۰۰۰ را به خوبی آغاز کرد. او به تیم قدرتمند لامپره–دایکین منتقل شد و در جیرو دیتالیا، افزون بر پیروزی در مرحلهٔ ۱۴، توانست رتبهٔ سوم رده‌بندی اصلی را به دست آورد. همچنین در یک مرحلهٔ کوهستانی ووئلتا اسپانیا برنده شد.
در جیروی ۲۰۰۱ سیمونی رهبر بلامنازع تیم لامپره و امید تیم برای رده‌بندی اصلی بود. تا میانهٔ مسابقه سیمونی همواره در رتبهٔ سوم یا چهارم رده‌بندی اصلی قرار داشت. در مرحلهٔ ۱۲ توانست ۱۰ ثانیه جلوتر از سایر رقیبان سومین نفری باشد که از خط پایان می‌گذرد و با فاصلهٔ ۱ ثانیه از داریو فریگو در رتبهٔ دوم قرار گرفت. در مرحلهٔ بعد نیز دوم شد و ۴۵ ثانیه زودتر از فریگو از خط گذشت تا پیراهن صورتی را به دست آورد. در مرحلهٔ ۱۹ فریگو که نزدیک‌ترین رقیب سیمونی بود به دلیل کشف داروهای غیرمجاز از جیرو اخراج شد و فاصلهٔ سیمونی با نفر دوم که اکنون آبرائام اولانو بود، به بیش از ۴ دقیقه رسید. سیمونی در مرحلهٔ بعد، با اختلاف بیش از ۲ دقیقه جلوتر از نفر دوم از خط پایان گذشت و موقعیت خود را تثبیت کرد. او توانست برتری خود را در مرحلهٔ پایانی حفظ کند و برای نخستین بار، فاتح جیرو شود.

## دومین قهرمانی جیرو
سیمونی در فصل بعد بع تیم سائکو رفت تا موفقیت سال گذشتهٔ خود در جیرو را تکرار کند. در ۲۲ مه در پایان مرحلهٔ دهم جیرو، اعلام شد که آثاری از کوکائین در خون سیمونی در تور ترنتینو وجود داشته‌است؛ بنابراین علی‌رغم اعتراض سیمونی، پیش از مرحلهٔ ۱۲ از جیرو اخراج شد؛ در حالی که برندهٔ مرحلهٔ قبلی شده‌بود. بعداً مشخص شد که کوکائین موجود در خون او ناشی از شیرینی بوده‌است که عمه‌اش از پرو برای او خریده‌بود.
در سال ۲۰۰۳ تیم سائکو تنها با هدف حمایت از سیمونی وارد جیرو شد. در مرحلهٔ هفتم سیمونی به همراه استفانو گارتزلی فرار کرد و پشت سر او با فاصلهٔ قابل توجهی جلوتر از آلساندرو پتاکی و فرانچسکو کاساگرانده از خط پایان گذشت. به این ترتیب، گارتزلی و سیمونی رتبه‌های اول و دوم رده‌بندی اصلی را در اختیار گرفتند. در مرحلهٔ دهم سیمونی در مسیر کوهستانی ماقبل آخر فرار کرد و گارتزلی واکنشی نشان نداد. سیمونی سوم شد و ۲۵ ثانیه سریعتر از گارتزلی مرحله را به پایان رساند. در نتیجه با برتری ۲ ثانیه‌ای نسبت به او مالک پیراهن صورتی شد. در مرحلهٔ ۱۲ سیمونی در ۴ کیلومتری خط پایان در سربالایی فرار کرد و ۳۴ ثانیه جلوتر از گارتزلی برندهٔ مرحله شد. او در مرحلهٔ ۱۴ و ۱۹ نیز پیروز شد و برتری خود را افزایش داد تا برای دومین بار قهرمان جیرو دیتالیا شود.
پس از آن، تور دو فرانس را هدف گرفت و لانس آرمسترانگ را به مبارزه طلبید؛ ولی در تور از آمادگی کافی برخوردار نبود و تنها پیروزی مرحلهٔ ۱۴ را به دست آورد.

## سال‌های پایانی

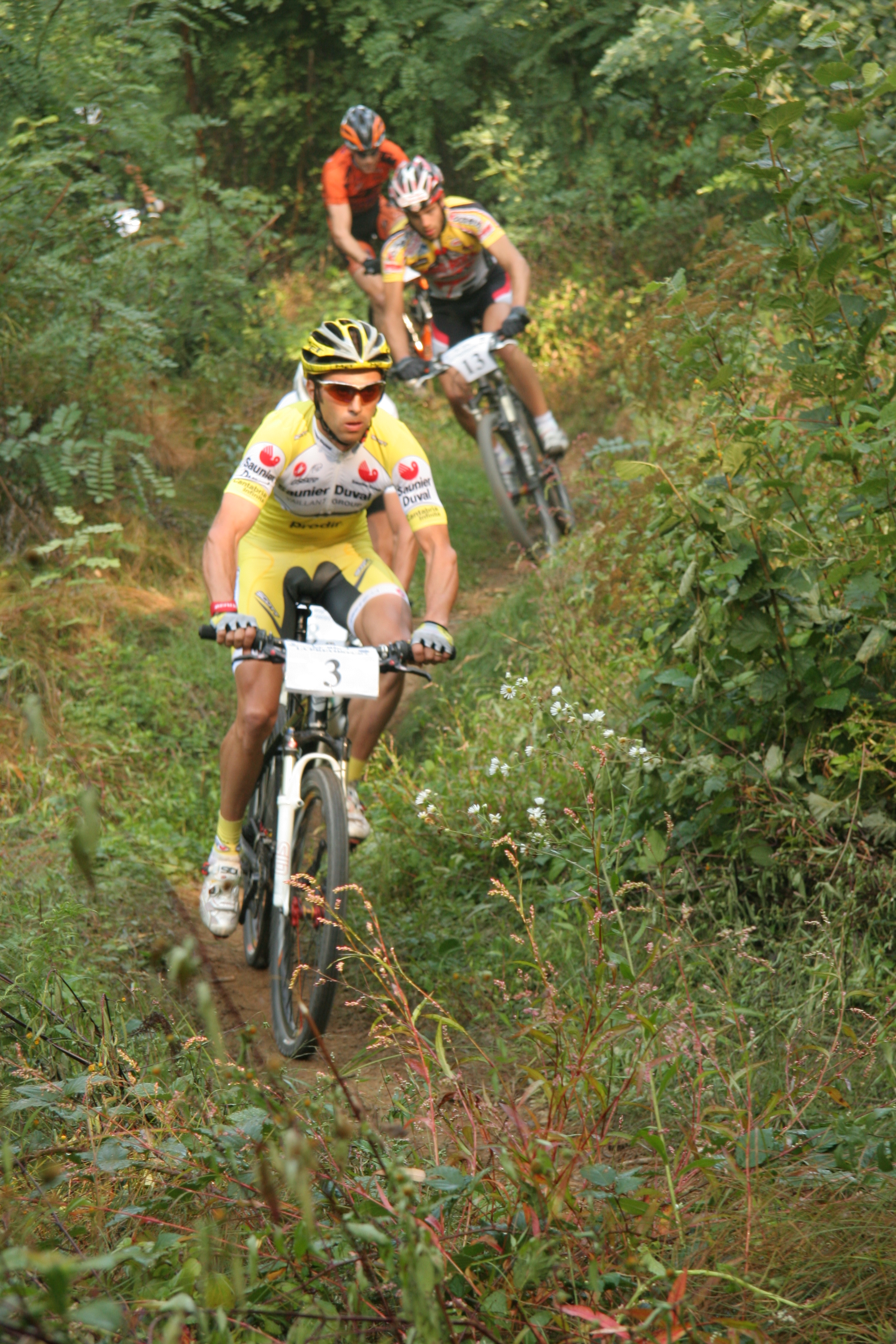
سیمونی در مسابقهٔ دوچرخه‌سواری کوهستان در گرانفوندو

در سال ۲۰۰۴ سیمونی نتوانست از قهرمانی خود در جیرو دفاع کند و مغلوب هم‌تیمی خود، دامیانو کونگو شد. آن‌ها مدتی با هم اختلاف داشتند، ولی سیمونی دوباره با کونگو آشتی کرد و در تیم که نام آن اکنون لامپره–کافیتا بود، باقی ماند. در جیروی ۲۰۰۵ تیم از مقبولیت عمومی بهره برد و با مباهات به قدرت سیمونی و کونگو در جیرو رقابت را میان آن دو افزایش داد. کونگو زمان زیادی در مراحل کوهستانی اولیه از دست داد و سیمونی به عنوان رهبر تیم انتخاب شد؛ ولی او نتوانست در آخرین مرحلهٔ کوهستانی حریف پائولو ساوولدلی شود و حتی عملکرد قهرمانانه او و دانیلو دی لوکا برای کاهش فاصله بی‌نتیجه بود.
قرار بود سیمونی به تیم سونی اریکسون به مربی‌گری جانکارلو فرتی بپیوندد که ادامهٔ تیم فاسا بورتولو در نظر گرفته می‌شد؛ ولی پس از چندی مشخص شد که فرتی قربانی یک کلاه‌برداری شده‌است و چنین تیمی وجود خارجی ندارد. پس از نمایش قدرتمند سیمونی در تور لمباردی، برای فصل ۲۰۰۶ به تیم سونیه دووال–پرودیر پیوست.
سیمونی طبق قرارداد خود با اسکات آمریکا، حامی مالی تجهیزاتش، در خارج فصل ۲۰۰۶ وارد مسابقات دوچرخه‌سواری ماراتون کوهستان شد. او به سرعت توانست پیشرفت کند و نتایج قابل توجهی از جمله قهرمانی در مسابقات قهرمانی کشور ایتالیا در رشتهٔ دوچرخه‌سواری ماراتون کوهستان به دست آورد.
در سال ۲۰۱۰ سیمونی پس از جستجوی طولانی برای انتخاب تیم، از جمله مذاکره با تیم‌های آستانه و آندرونی جوکاتلی، به تیم سابق خود لامپره که با نام تازهٔ لامپره–فارنسه وینی در مسابقات شرکت می‌کرد، پیوست. جیرو دیتالیای ۲۰۱۰ آخرین حضور سیمونی در مسابقات دوچرخه‌سواری بود. او مسابقه را با رتبهٔ ۶۹ و با اختلاف بیش از دو و نیم ساعت نسبت به ایوان باسو به پایان رساند.

## نتایج در گرند تورها
| گرند تور       | ۱۹۹۵   | ۱۹۹۶   | ۱۹۹۷   | ۱۹۹۸ | ۱۹۹۹ | ۲۰۰۰ | ۲۰۰۱ | ۲۰۰۲   | ۲۰۰۳ | ۲۰۰۴ | ۲۰۰۵ | ۲۰۰۶ | ۲۰۰۷ | ۲۰۰۸ | ۲۰۰۹ | ۲۰۱۰ |
| -------------- | ------ | ------ | ------ | ---- | ---- | ---- | ---- | ------ | ---- | ---- | ---- | ---- | ---- | ---- | ---- | ---- |
| جیرو دیتالیا   | ناتمام | ناتمام | ناتمام | ۵۸   | ۳    | ۳    | ۱    | ناتمام | ۱    | ۳    | ۲    | ۳    | ۴    | ۱۰   | ۲۴   | ۶۹   |
| تور دو فرانس   | —      | —      | ۱۱۶    | —    | —    | —    | —    | —      | ۸۴   | ۱۷   | —    | ۶۰   | —    | —    | —    | —    |
| ووئلتا اسپانیا | —      | —      | —      | ۱۹   | —    | ۲۹   | ۳۶   | ۱۰     | —    | —    | ۵۰   | —    | —    | —    | —    | —    |